# Franky Zapata
Franky Zapata (Marsiglia, 27 settembre 1978) è un pilota motonautico e inventore francese.
Ha inventato il Flyboard, sul quale ha attraversato La Manica il 4 agosto 2019.

## Biografia
Figlio di un appaltatore di lavori pubblici e di una parrucchiera, ha iniziato a praticare moto d'acqua nel 1994 all'età di sedici anni. Ha ottenuto il suo primo titolo di campione francese nel 1996, il suo primo titolo europeo nel 1999 e il suo primo titolo mondiale nel 2007 e sarà più volte campione del mondo di F1 RUN. In tutto, ha vinto venti medaglie - oro, argento o bronzo - nel suo sport.
Dopo molti anni passati a produrre moto d'acqua, inventa il Flyboard.